# Jam Hsiao
Jam Hsiao (chino tradicional: 蕭 敬 騰, chino simplificado: 萧 敬 腾, pinyin: Xiao Jing Teng, Wade-Giles: Teng Hsiao-Ching) nacido el 30 de marzo de 1987 en Taipéi). Es un cantante Mandopop taiwanés. 

## Carrera
En el verano de 2007, Hsiao saltó a la fama después de sólo tres breves participaciones en la primera temporada en el programa buscando estrellas se llama "Un millón de estrellas" (超级星光大道), de la Televisión China (CTV) (中视), que formó parte de una competencia de canto algo similar de Ídolo Americano. 
Ha sido considerado como un autodidacta de numerosos instrumentos musicales, Hsiao es conocido por su amplio rango vocal, estilo único de canto, diversos géneros musicales y carisma increíble en su presentación en vivo. Jam contrató a Warner Music Taiwan Ltd. en 2008 finalmente, transformándose en un cantante profesional. Su carrera tomó vuelo a toda velocidad. 
Lanzó el primer álbum en junio de 2008, que recibió apasionada recepción en Taiwán, China Continente, Hong Kong, Macau, Singapur y Malaysia, así como obtuvo alta apreciación de banstantes músicos profesionales. 
Lanzó dos álbumes más en 2009, y realizó 5 conciertos desde 2009 hasta 2011. También protagonizó en una película llamada "The Killer Who Never Kills" desde octubre de 2010 hasta abril de 2011. Gracias a esta película, ganó el premio como Mejor Nuevo Artista en 31°Premios de Cine de Hong Kong en 2012. En junio de 2011, Jam lanzó su cuarto álbum actuando por la primera vez como su propio productor musical. 
Inició el segundo tour en agosto de 2011, que duró más de un año y estuvo de gira por 27 shows en diferentes ciudades por todo el mundo. Su quinto álbum, Mr. Jazz se sacó en mayo de 2012. 
En agosto, recibió premio de 2012 CCTV-MTV como el Mejor Cantante Masculino en HK, Macao y Taiwán, así como premio del Mejor Vídeo Musical. Se publicó su sexto álbum de estudio en noviembre, It's All About Love, es por la buena recepción que ganó nuevamente 24° Premio Melodía de Oro como el Mejor Cantante Masculino.

## Discografía

### Singles
- 2007 - "Moment of the First Sight" (一眼瞬間) – A male-female duet with A-Mei in her music album Star released in August 2007.

- 2007 - "How We Roll - Follow Me" (跟著我˙鼠來寶) – A charity single only available in the limited-edition promotional DVD for the movie Alvin & The Chipmunks released in December 2007.

- 2008 - "Loving Each Other" (相親相愛) – A charity single that is a collaborative work of a group of pop singers contracted with Warner Music Taiwan, released in June 2008, as an effort to raise funds to help the victims of the 2008 earthquake in Sichuan, China.

- 2008 - "Lonesome For You" (寂寞還是你) – A single released in September 2008 through digital music download and a promotional CD for HTC Touch Viva mobile phone; this is the first song that was published with both music and lyrics written by Hsiao.

- 2008 - "To My Beloved" (給．愛人) – A charity single released on 19 de diciembre de 2008 as AVCD EP including a music video shot in Italy. The music was written by Hsiao and dedicated to Genesis Social Welfare Foundation (創世基金會) to help them raise funds.[1]

- 2009 - "Wishing You Happiness" (祝你幸福) – A commercial song released in January 2009 for Farglory Realty "The Happy Family Plan" (遠雄建設幸福家庭計劃).

### Álbumes
| #   | Nombre                                         | Reconocimiento          | Etiqueta            | Formato       |
| --- | ---------------------------------------------- | ----------------------- | ------------------- | ------------- |
| 1st | Jam Hsiao Self Titled Album (蕭敬騰同名專輯)   | 16 de junio de 2008     | Warner Music Taiwan | Studio album  |
| 2nd | Princess (王妃)                                | 17 de julio de 2009     | Warner Music Taiwan | Studio album  |
| 3rd | Love Moments: Self Selection (愛的時刻 自選輯) | 13 de noviembre de 2009 | Warner Music Taiwan | Tribute album |
| 4th | Wild Dreams (狂想曲) 30 de junio de 2011       | Warner Music Taiwan     | Studio album        |               |

## Filmografía

### Programas de variedades
| Año             | Título                | Notas                |
| --------------- | --------------------- | -------------------- |
| 2019 - presente | Chase Me              | miembro              |
| 2019            | Day Day Up            | invitado             |
| 2019            | Keep Running          | (ep. #83) - invitado |
| 2016            | Chef Nic (十二道锋味) |                      |

## Publicación
- Mr. Rock - Jam Hsiao 2009 Concert Book 《洛克先生Mr. Rock 蕭敬騰演唱會寫真書》(en chino)

Taipéi Taiwán, MPX很有文化股份有限公司 5 de marzo de 2010, ISBN 978-986-86054-0-4
- Jam Hsiao: Listening to Italy (Limited Edition)《蕭敬騰．聆聽義大利》(限量版) (en chino)

Taipéi Taiwán, Kate Publishers 1 de enero de 2009, ISBN 978-986-6606-26-7
- Jam Hsiao: Listening to Italy 《蕭敬騰．聆聽義大利》（大眾版）(en chino)

Taipéi Taiwán, Kate Publishers 24 de diciembre de 2008, ISBN 978-986-6606-27-4
- Jam Hsiao's Grown-up Ceremony 《蕭敬騰的成年禮》 (en chino)

Taipéi Taiwán, Paperback Publishers 24 de diciembre de 2007, ISBN 978-957-803-669-7

## Filmografía
- Fated to Love You 命中注定我愛你 episodio 18, junio 2008
- Momo Love 桃花小妹 episodio 8, octubre 2009
- Apareció en el sexto episodio de la segunda temporada del programa de variedades chino Hurry Up, Brother.